# Earl of York
Der Titel eines Earl of York existierte in England von der Mitte des 10. Jahrhunderts bis zur Mitte des 12. Jahrhunderts.
Die Earls of York waren die Nachfolger der Könige von Jorvik, dessen letzter Erik I. Blutaxt († 954) König von Norwegen, war. Danach wurden in Jorvik/York Earls bzw. Ealdormen eingesetzt.
Der englische König Heinrich II. (regierte 1154–1189) hob den Titel als Folge des Bürgerkriegs unter seinem Vorgänger Stephan auf.
An die Würde eines Earl of York wurde 1384 angeknüpft, als König Richard II. für seinen Onkel Edmund of Langley den Titel eines Duke of York neu schuf.

## Liste der Earls of York, Verleihung um 960
- Oslac von York unter König Edgar (regierte 939–975)
- Thored unter König Eduard der Märtyrer (regierte 975–978).
- Uhtred unter König Aethelred II. (regierte 978–1015).
- der Norweger Eirik Håkonson unter König Knut dem Großen (regierte 1016–1035)
- der Däne Siward oder Sigurd, Earl von Northumbria, † 1055, unter König Hardiknut (regierte 1035–1037 und 1040–1042)
- Tostig Godwinson von Wessex, † 1066, unter König Harold Godwinson (König 1066)
- Morcar, Earl von Northumbria 1065/66, † 1071
- William Malet und Robert Fitz Richard besaßen Yorkshire unter König Wilhelm dem Eroberer (regierte 1066–1087).
- Wilhelm der Dicke, französischer Graf von Aumale, englischer Earl of Albemarle, † 1179, unter König Stephan, wurde der letzte Earl of York.